# عملیات حفظ صلح سازمان ملل متحد
عملیات حفظ صلح سازمان ملل متحد که به وسیلهٔ اداره عملیات حفظ صلح (به انگلیسی: Department of Peacekeeping Operations یا DPKO) صورت می‌گیرد، ابزاری ویژه و کاربردی برای کمک به حفظ صلح و امنیت و پایداری آن در جامعهٔ بین‌المللی است. نیروهای حافظ صلح می‌کوشند از طریق برقراری صلح و روش‌های مسالمت‌آمیز به خشونت‌ها و درگیری‌های ایجاد شده در داخل یک کشور یا میان دو کشور درگیر خاتمه دهند. عملیات حفظ صلح با ایجاد یا اعادهٔ صلح متفاوت است.
منشور ملل متحد مسئولیت اجرای عملیات حفظ صلح (اقدامات جمعی و غیر قهری برای حفظ صلح و امنیت بین‌المللی) را بر عهدهٔ شورای امنیت سازمان ملل متحد گذاشته‌است. به همین دلیل جامعهٔ بین‌المللی به هنگام بروز مخاصمات بین‌المللی یا غیر بین‌المللی از شورای امنیت انتظار اجرای عملیات حفظ صلح را دارد. نیروهای حافظ صلح سازمان ملل متحد، موسوم به کلاه آبی‌ها از نیروهای بسیاری، متشکل از نیروهای نظامی (سربازان، افسران پلیس) و نیروهای غیرنظامی ایجاد شده‌است. به گروه‌های غیرنظامی شرکت‌کننده در عملیات حفظ صلح «گروه ناظر» یا «هیئت نظارت» و به نیروهای نظامی شرکت‌کننده «نیروهای پاسدار صلح» می‌گویند. نخستین هیئت‌های نظارت سازمان ملل متحد جهت عملیات حفظ صلح، سازمان نظارت بر آتش‌بس ملل متحد در خاورمیانه (۱۹۴۸) و گروه ناظر نظامی ملل متحد در هند و پاکستان (۱۹۴۹) بودند و نخستین حضور نیروهای پاسدار صلح به عملیات نیروی فوری سازمان ملل (UNEF) در بحران کانال سوئز ۱۹۵۶ مربوط می‌شود.
افراد نظامی و غیرنظامی شرکت‌کننده در عملیات حفظ صلح در طول عملیات از مصونیت‌ها و مزایای مقرر در مواد ۱۰۴ و ۱۰۵ منشور برخوردار هستند. نیروهای حافظ صلح سازمان ملل متحد در ۱۹۸۸ جایزهٔ نوبل صلح را دریافت کردند. سازمان ملل متحد نیرو و ارتش نظامی مخصوص به خود را ندارد و اجرای عملیات حفظ صلح تحت پرچم این سازمان، به مشارکت داوطلبانهٔ کشورهای عضو سازمان ملل وابسته‌است. به عنوان مثال در ۳۱ اکتبر ۲۰۱۱، ۱۱۴ کشور از نیروهای سازمان ملل با مجوز شورای امنیت و تحت نظارت دبیرکل در عملیات حفظ صلح شرکت کردند. در طول ۲ دههٔ اخیر عملیات‌های حفظ صلح سازمان ملل به‌طور فزاینده‌ای افزایش یافته‌است. در حال حاضر ۱۶ عملیات حفظ صلح در ۴ قارهٔ جهان در حال انجام است.

## ویژگی‌های عملیات حفظ صلح

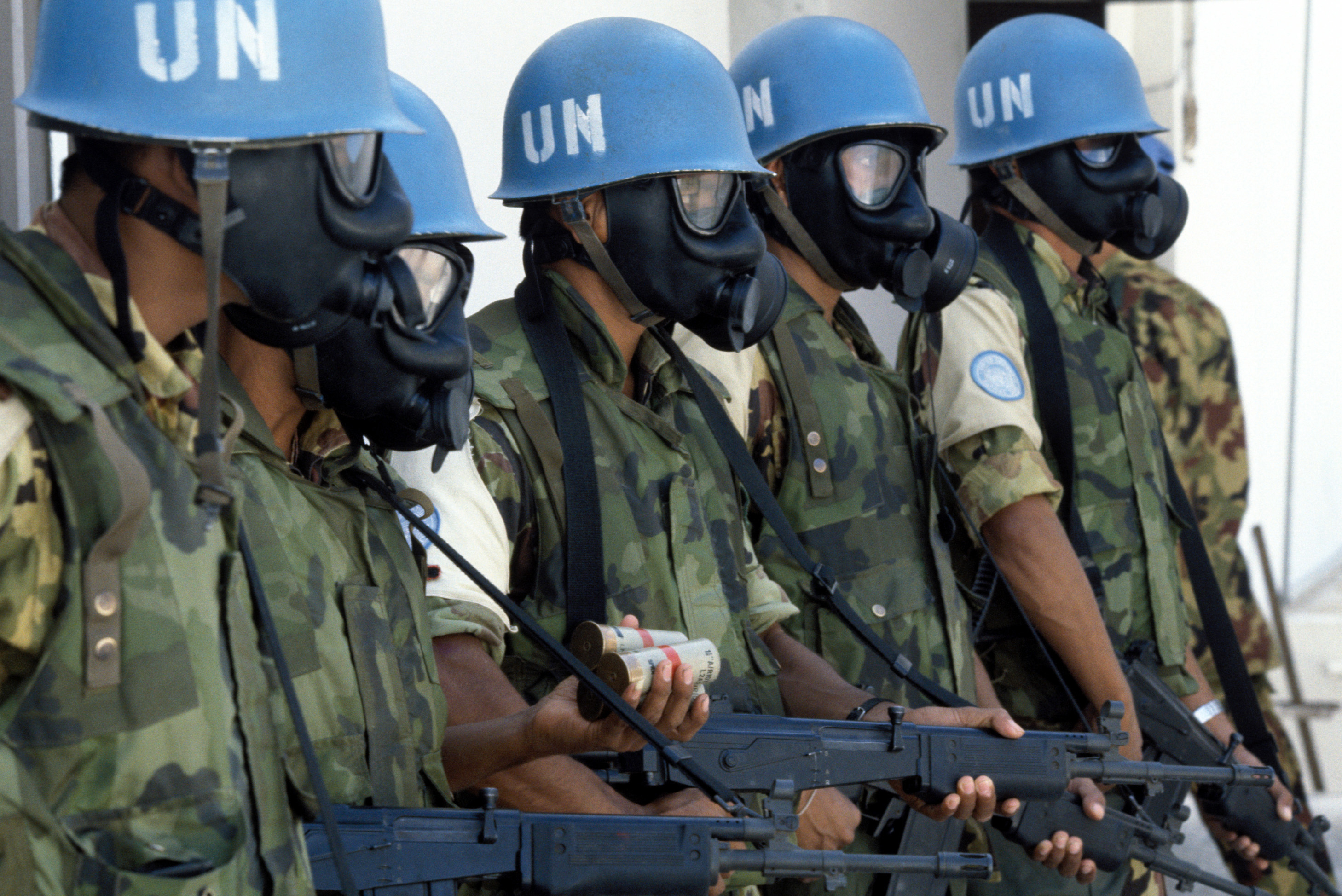
حافظان صلح با کلاه خود آبی و نشان ملل متحد شناسایی می‌شوند.

تمامی عملیات‌های حفظ صلح سازمان ملل متحد در طول ۶ دههٔ اخیر بر پایهٔ این ۳ اصل اساسی و سنتی استوار است:
1. توافقی بودن عملیات
2. بی‌طرفی در اجرای عملیات
3. عدم توسل به زور جز در حالت دفاع مشروع

بسیار مهم است که تمامی نیروهای شرکت‌کننده در عملیات حفظ صلح از مفهوم و ارتباط این ۳ اصل با یک‌دیگر کاملاً مطلع باشند تا بتوانند عملیات حفظ صلح را به صورت کارآمد اجرا نمایند.

### توافقی بودن عملیات
عملیات حفظ صلح در کشور میزبان یا کشورهای درگیر در جنگ منوط به رضایت و موافقت طرفین این درگیری، به اجرای عملیات در قلمرو خود است. رضایت طرفین متخاصم در درگیری بین‌المللی امکان اجرای عملیات حفظ صلح ملل متحد را که نیاز به آزادی اقدامات سیاسی و فیزیکی دارد، فراهم می‌سازد درحالی‌که در غیاب این رضایت، صلاحیت عملیات حفظ صلح با خطر مواجه می‌شود و از ماهیت اصلی خود که همان حفظ صلح و امنیت است بازمی‌ماند. ادامهٔ عملیات و حضور نیروهای حافظ صلح منوط به رضایت کشور شرکت‌کننده در عملیات، کشور محل انجام عملیات و هم‌چنین مجوز شورای امنیت سازمان ملل است.

### بی‌طرفی در عملیات
بی‌طرفی در اجرای عملیات حفظ صلح، اصل اساسی و بنیادین عملیات است. حافظان صلح باید تمامی اقدام‌های لازم برای جلوگیری از ایجاد تصور حمایت یا جانبداری از یکی از طرفین اختلاف در هنگام اجرای عملیات به کار بندند. اصل بی‌طرفی بدین معنا نیست که حافظان صلح برای رعایت این اصل عملکردشان بی‌اثر یا همراه با رکود و عدم فعلیت است. عملکرد نیروهای نظامی و غیرنظامی نباید تحت‌الشعاع برداشت سوء یا اعمال تلافی جویانه کشور محل مأموریت یا طرف دیگر اختلاف قرار گیرد. در عملیات حفظ صلح که یک عملیات غیر قاهرانه است باید اصل عدم مداخله در امور داخلی کشورها، رعایت شود.

### عدم توسل به زور جز در حالت دفاع مشروع
پیشینهٔ اصل عدم توسل به زور جز در حالت دفاع مشروع به عملیات حفظ صلح ناظران نظامی، در جریان بحران کانال سوئز ۱۹۵۶ بر می‌گردد. عملیات حفظ صلح ماهیت قاهرانه ندارد و استثنای توسل به زور، ابزاری تاکتیکی است که نیروهای حافظ صلح تحت مجوز شورای امنیت در مقام دفاع مشروع یا در هنگام ضرورت برای پیش‌برد اهداف مأموریت خود و در صورت عدم کارکرد دیگر ابزارها، مجاز به استفاده از آن هستند. با این وجود در حال حاضر این اصل از عملیات حفظ صلح تغییر جهت قابل ملاحظه‌ای پیدا کرده‌است و با واقعیت جدید این عملیات منطبق شده‌است. اکنون دیگر اقدامات قهری فقط در چهارچوب دفاع مشروع مجاز نیست بلکه از پیوند عملیات حفظ صلح با بخش‌هایی از فصل ۷ منشور ملل متحد و قطعنامه‌های شورای امنیت، نیروهای حافظ صلح برای ارائه کمک‌های بشردوستانه، محافظت از غیر نظامیان و حفظ امنیت انسانی می‌توانند از سلاح استفاده کنند.

## وظایف و مأموریت‌ها در عملیات حفظ صلح

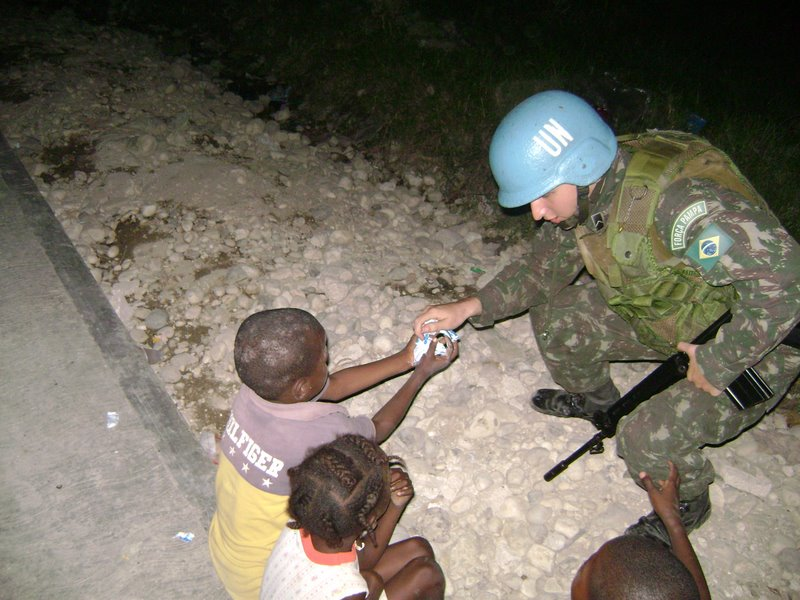
یک نیروی حافظ صلح برزیلی که در جریان مأموریت بشردوستانه خود، شکلات‌هایی را به کودکان هائیتیایی می‌دهد.

مهم‌ترین وظایف و مأموریت‌های سنتی که سابقاً کلاه آبی‌ها در نسل اول عملیات حفظ صلح بر عهده داشتند عموماً مربوط به اعمال نقش‌هایی چون نظارت بر آتش‌بس، ترک مخاصمه و عدم تعرض به مرزها، جداسازی نیروهای نظامی و حایل شدن میان طرف‌های درگیر، کمک‌های بشردوستانه و نظارت بر حسن اجرا و احترام به حقوق بشردوستانه می‌گردید. اما با تغییر در ماهیت جنگ‌ها، در وظایف نیروهای حافظ صلح تغییرات اساسی به وجود آمد و سبب گردید نیروهای حافظ صلح عموماً به مناقشات داخلی و درونی دولت‌ها به منظور پایداری بیش‌تر صلح رسیدگی کنند. امروزه دیگر این عملیات تنها به حفظ صلح محدود نمی‌شود بلکه به ابعاد متعددی چون تسهیل‌سازی رویه‌های سیاسی، محافظت از مردم غیرنظامی، حمایت از آزادی انتخاب، برگزاری انتخابات سازمانی و آزاد در یک کشور، ادارهٔ حکومت داخلی، کمک به استقرار یا تحول مجدد یک دولت (از منظر اقتصادی) و هم‌چنین حمایت و ارتقا موازین حقوق بشر و حقوق بشردوستانه گسترش پیدا کرده‌است.

## هزینه‌های عملیات
زمانی‌که شورای امنیت تصمیم می‌گیرد عملیات صلحی را ترتیب دهد یا بر گسترهٔ آن بیفزاید تأمین هزینه‌های این عملیات یک وظیفهٔ همگانی محسوب می‌شود و بر عهدهٔ تمامی اعضای سازمان ملل متحد قرار دارد. هر عضو ملل متحد از لحاظ قانونی (مادهٔ ۱۷ منشور) متعهد شده‌است که سهم مربوط به خود، در عملیات‌های حفظ صلح را بپردازد. مجمع عمومی که نقش کلیدی در سازمان‌دهی و برآورد بودجه این عملیات‌ها بر عهده دارد، این مخارج را بر پایهٔ معیارهای خاصی (که ملاک و قاعده آن را عموماً خود اعضا تصویب کرده‌اند) ارزیابی می‌کند.

اساساً مسئولیت و سهم کشورهایی که ارزش دارایی اقتصادیشان بیش‌تر است و اعضای دائم شورای امنیت که نقش اساسی در حفظ صلح جهان را بر عهده دارند، در تأمین مخارج عملیات حفظ صلح بیش‌تر است. هم‌چنین مجمع عمومی از طریق کمیتهٔ پنجم خود (کمیتهٔ امور اداری و بودجه) هزینه‌های عملیات حفظ صلح را تصویب و بر آن نظارت می‌کند.

بودجهٔ عملیات حفظ صلح برای یک سال مالی (از ۱ ژوئیه ۲۰۱۱ تا ۳۰ ژوئن ۲۰۱۲) چیزی در حدود ‎ ۷/۸۴ میلیارد دلار ارزیابی شده‌است اما در مقام مقایسه، این بودجه کم‌تر از نیم درصد کل هزینه‌های نظامی جهان در سال ۲۰۱۰ می‌باشد. از زمان اولین عملیات حفظ صلح در ۱۹۴۸ تا ژوئن ۲۰۱۰ تخمین زده می‌شود که هزینهٔ تمامی این عملیات‌ها، چیزی در حدود ۶۹ میلیارد دلار شده باشد. ۱۰ کشوری که بیش‌ترین سهم در تأمین منابع مالی عملیات‌های حفظ صلح را بر عهده دارند، به ترتیب عبارتند از: ایالات متحده آمریکا، ژاپن، بریتانیا، آلمان، فرانسه، ایتالیا، چین، کانادا، اسپانیا و جمهوری کره

## زنان در عملیات حفظ صلح
حضور نیروهای زن حافظ صلح به هنگام اجرای عملیات حفظ صلح یک نیاز مبرم و اساسی است. در بسیاری از موارد زنان می‌توانند وظایف و مأموریت‌های نیروهای حافظ صلح نظیر کمک‌های روان درمانی و جمع‌آوری اطلاعات در خصوص قربانیان خشونت‌های جنسی و فیزیکی، همکاری با زندانیان زن، استقرار مجدد آرامش و برگرداندن زنان درگیر در مناقشات و درگیرهای بین‌المللی به زندگی شخصیشان. تاکنون ۳۰٪ از نیروهای نظامی حافظ صلح را زنان تشکیل داده‌اند. اخیراً ۳ زن سمت ریاست نمایندهٔ ویژه دبیرکل و ۴ زن سمت قائم‌مقام نمایندهٔ ویژه دبیرکل، در عملیات حفظ صلح را بر عهده گرفته‌اند.

## همکاری با دیگر سازمان‌ها
شورای امنیت در موارد معدودی ترجیح داده‌است به تنهایی بار عملیات حفظ صلح را به دوش بکشد و به همین دلیل همواره در جستجو و طلب راهکارهایی است که بتواند از توانایی‌ها و امکانات دیگر سازمان‌های امنیتی، منطقه‌ای و گروهی بهره گیرد. سازمان ملل تاکنون توانسته‌است در عملیات‌های مختلف حفظ صلح با سازمان‌هایی نظیر، سازمان کشورهای آمریکایی، سازمان پیمان آتلانتیک شمالی، اتحادیه اروپا، سازمان امنیت و همکاری اروپا و جامعه اقتصادی کشورهای آفریقای غربی (ECOWAS) همکاری کند.

## انتقادات

### خطرات بالقوه برای حافظان صلح
نیروهای حافظ صلح در عملیات‌های حفظ صلح، در معرض خطرات و تنش‌های متعددی چون حملات تروریستی، به گروگان گرفته شدن از جانب هر کدام از طرفین درگیری، از دست دادن جان خود و سایر تهدیدات مخرب دیگر قرار می‌گیرند. این خطرات درصدی از نیروهای حافظ صلح را با مشکلاتی چون تهدید سلامت روان، تمایل به خودکشی و سوء مصرف مواد مواجه کرده‌است.

### رسوایی برنامه نفت برای غذا
در جریان برنامه نفت در برابر غذا شایعات و اتهامات فراوانی مبنی بر فساد و سوءمدیریت در فعالیت‌های این برنامه مطرح گردید. ثابت شدن این اتهامات و اختصاص درآمدهای غیرقانونی برای دولت عراق و مقامات رسمی ملل متحد در جریان این برنامه، به اعتبار عملیات حفظ صلح در عراق خدشهٔ فراوانی وارد ساخت.

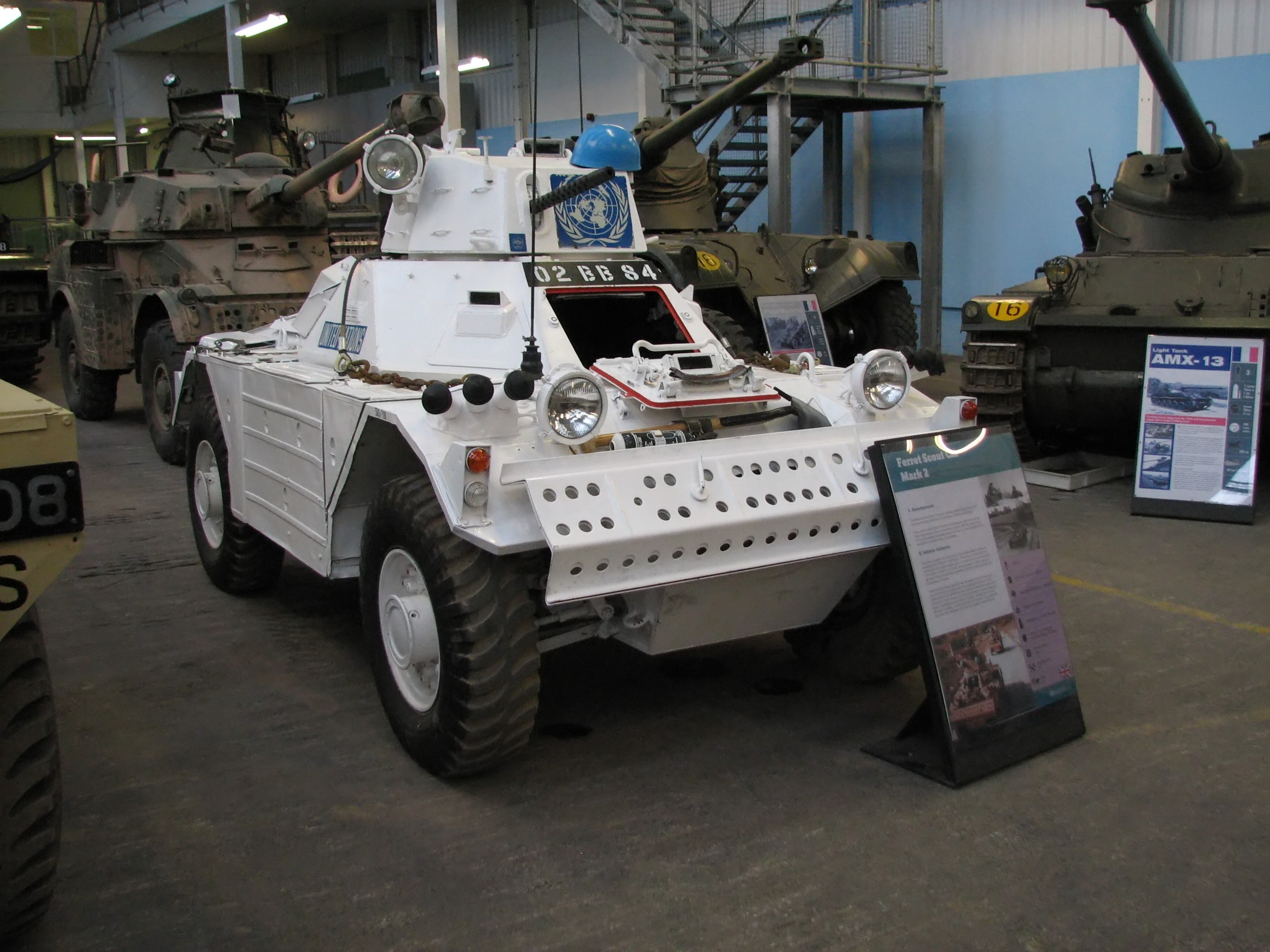
خودرو شناسایی زرهی انگلیسی فرت (Ferret) که در عملیات‌های حفظ صلح سازمان ملل استفاده می‌شد.

## اصلاحات در عملیات حفظ صلح

### گزارش ابراهیمی
در سال ۲۰۰۰ سازمان ملل متحد به منظور ارزیابی کارایی عملیات حفظ صلح و در پاسخ به انتقادات صورت گرفته، برنامهٔ اصلاحی بزرگی را ترتیب داد. به همین منظور کوفی عنان، دبیرکل وقت سازمان ملل، «هیئت عملیات صلح» را به ریاست اخضر ابراهیمی جهت ارزیابی نواقص عملیات‌ها تأسیس کرد. اخضر ابراهیمی در تحلیل خود که به گزارش ابراهیمی معروف است، پایه اصلاحات را بر مبنای ۳ اصل زیر قرار دارد.
- تقویت و بازسازی تعهدات سیاسی و اجتماعی که بر عهدهٔ اعضا است (خصوصاً دولت‌های ضعیف)؛
- تجدید ساختار و اعمال تغییرات اساسی در تشکیلات حفظ صلح سازمان ملل متحد؛
- افزایش حمایت‌های مالی و جذب بودجهٔ بیش‌تر.

هیئت عملیات حفظ صلح معتقد است برای این‌که روند عملیات‌های حفظ صلح مؤثر واقع شوند، باید نیروهای حافظ صلح در عملیات‌های پیچیده کاملاً مجهز و آماده باشند و هم‌چنین اختیاراتشان به هنگام اجرای عملیات کاملاً شفاف، معتبر، قابل حصول و منطبق با شرایط باشد.

### واکنش سریع
طرح این پیشنهاد که دولت‌های عضو سازمان ملل، نیروهایی را داوطلبانه در اختیار شورای امنیت قرار دهند که به‌طور دائم تحت فرماندهی نظامی شورای امنیت باشد تا در مواقع ضروری نیروهای حافظ صلح، قادر به انجام عکس‌العمل سریع و مؤثر باشند، یکی از راهکارهایی بود که در جریان روند اصلاحات عملیات حفظ صلح برای جلوگیری از عواقب تأخیر این عکس‌العمل‌ها نظیر آنچه در نسل‌کشی رواندا اتفاق افتاد، ارائه گردید.

### تجدید ساختار تشکیلات حفظ صلح
علی‌رغم مشکلات عدیدهٔ سیاسی و مالی، بر شمار عملیات‌های حفظ صلح به دنبال اصلاحاتی نظیر ایجاد «اداره عملیات حفظ صلح» (DPKO) و ادره حمایت میدانی (DFS)، افزوده شده‌است. ادراهٔ حمایت میدانی (به انگلیسی: Department of Field Support) به عنوان رکنی که از سال ۲۰۰۷ با تصویب مجمع عمومی موجودیت پیدا کرده‌است، در خصوص برنامه‌ریزی و هماهنگی اجرایی هیئت‌های حفظ صلح همکاری می‌کند. کارایی و انسجام ادارهٔ عملیات حفظ صلح به واسطه نهاد تازه تأسیس اداره حمایت میدانی، بیش‌تر شده‌است و توانسته‌است صرفاً بر مسائلی نظیر هدایت استراتژیک و برنامه‌ریزی‌های سیاسی متمرکز شود.